# Philippe Boisse
Pour les articles homonymes, voir Boisse (homonymie).
Philippe Boisse, né le 18 mars 1955 à Neuilly-sur-Seine, est un escrimeur français, pratiquant l'épée. Il est double champion olympique, par équipe aux Jeux de 1980 à Moscou et en individuel aux Jeux de 1984 à Los Angeles où il remporte également l'argent par équipes.
Il est actuellement Président de la Ligue d'escrime de Versailles. Il est le père d'Érik Boisse, également champion olympique par équipe aux Jeux de 2004 à Athènes.

## Biographie
Après avoir obtenu le titre olympique aux. Jeux de Moscou a l'épée dans l’epreuve par équipes, epreuve au cours de laquelle es Français, menés par Philippe Riboud, mettent fin aux espoirs des favoris soviétiques en demi-finale, puis battent la Pologne, il dispute les Jeux olympiques d'été de 1984 de Los Angeles.
Dans cette compétition, les Français sont deux à rejoindre les demi-finales. Philippe Riboud, revient à son meilleur niveau après une longue maladie. Les deux Français s'affrontent en demi-finale, rencontre qui voit la victoire de Philippe Boisse. En finale, celui-ci se débarrasse sans problème du Suédois Vaggo. Dans la compétition par équipes, la France de Riboud, Boisse, complétée par Lenglet, est battue par l'Allemagne de l'Ouest .
Philippe Boisse est médecin spécialiste en radiologie, et le père d'Érik Boisse.
En 2008, Philippe Boisse a présenté sa candidature à la présidence de la Fédération française d'escrime mais n'a pas été élu. Il demeure actuellement au comité directeur de la FFE et est président de la ligue d'escrime de Versailles,la plus importante ligue d’escrime en France.

## Palmarès
- Jeux olympiques d'été
  -  Médaille d'or  épée par équipe aux Jeux olympiques d'été de 1980
  -  Médaille d'or  épée individuelle aux Jeux olympiques d'été de 1984
  -  Médaille d'argent  épée par équipe Jeux olympiques d'été de 1984
- Championnats du monde d'escrime
  -  Médaille d'or  épée par équipe aux championnats du monde 1982
  -  Médaille d'or  épée par équipe aux championnats du monde 1983
  -  Médaille d'or  épée individuelle aux championnats du monde 1985
- Coupe du monde d'escrime
  - 4 victoires en coupe du monde par épée
  - Challenge Monal (épée masculine) 1984 et 1986

- Championnats de France
  -  Champion de France  épée individuelle en 1976
  -  Champion de France  épée individuelle en 1978
  -  Champion de France  épée individuelle en 1983
  -  Champion de France  épée individuelle en 1984
  -  Champion de France  épée individuelle en 1987
  -  Champion de France  épée individuelle en 1991
  -  Champion de France seniors D2 2003
- Autres
  -  Médaille d'or  épée individuelle aux Jeux méditerranéens 1983
  - Lauréat du Prix Guy- Wildenstein en 1984